# Сборная России по футболу (до 19 лет)
Сбо́рная Росси́и по футбо́лу до 19 лет — национальная футбольная команда России, представляющая Российскую Федерацию на юношеских турнирах. В эту сборную могут вызываться только игроки не старше 19 лет. Серебряный призёр чемпионата Европы до 19 лет 2015 года.

## История
Данная юношеская сборная регулярно выступает в отборочных турнирах к юношеским чемпионатам Европы, однако с момента своего участия на турнире в 2007 году в Австрии долгое время пропускала финальные этапы (в 2002 году она и вовсе выбыла на первом же квалификационном этапе). Наиболее близка к успеху она была в 2010 году, отстав в квалификации от сборной Италии всего на одно очко.
Пропустив чемпионаты Европы 2013 и 2014 годов, команда сумела пробиться сначала в элитный раунд, а затем и победить в нём, выйдя в финальную часть ЧЕ-2015. Там сборная России в первом матче проиграла Нидерландам (0:1), затем выиграла у Испании (3:1), сыграла вничью с Германией (2:2) и заняла по дополнительным показателям первое место в группе, впервые выйдя в плей-офф в своей истории и обеспечив себе медали первенства Европы. В полуфинале Россия обыграла Грецию со счётом 4:0, но в финале уступила Испании со счётом 0:2 и получила серебряные медали чемпионата Европы. На чемпионат Европы-2016 команда пробиться не сумела.
В заключительном матче группового этапа предварительного турнира Евро-2019 юношеская сборная России в возрасте до 19 лет обыграла сверстников из Черногории. Благодаря этой победе команда пробилась в элитный раунд континентального первенства.
Успешнее команда выступает на малых локальных турнирах: таких, как мемориал Гранаткина в Санкт-Петербурге, Рождественский кубок в Минске или мемориал Лобановского в Киеве.

## Достижения

### Чемпионат Европы (до 18 лет)
| Год   | Стадия                               | И                                    | В                                    | Н                                    | П                                    | ГЗ                                   | ГП                                   |
| ----- | ------------------------------------ | ------------------------------------ | ------------------------------------ | ------------------------------------ | ------------------------------------ | ------------------------------------ | ------------------------------------ |
| 1992  | 5/6 место                            | 2                                    | 1                                    | 1                                    | 0                                    | 7                                    | 5                                    |
| 1993  | Отборочный турнир                    | Отборочный турнир                    | Отборочный турнир                    | Отборочный турнир                    | Отборочный турнир                    | Отборочный турнир                    | Отборочный турнир                    |
| 1994  | 5-е место                            | 4                                    | 3                                    | 0                                    | 1                                    | 9                                    | 7                                    |
| 1995  | 2-й отборочный раунд (стыковые игры) | 2-й отборочный раунд (стыковые игры) | 2-й отборочный раунд (стыковые игры) | 2-й отборочный раунд (стыковые игры) | 2-й отборочный раунд (стыковые игры) | 2-й отборочный раунд (стыковые игры) | 2-й отборочный раунд (стыковые игры) |
| 1996  | 2-й отборочный раунд (стыковые игры) | 2-й отборочный раунд (стыковые игры) | 2-й отборочный раунд (стыковые игры) | 2-й отборочный раунд (стыковые игры) | 2-й отборочный раунд (стыковые игры) | 2-й отборочный раунд (стыковые игры) | 2-й отборочный раунд (стыковые игры) |
| 1997  | 1-й отборочный раунд                 | 1-й отборочный раунд                 | 1-й отборочный раунд                 | 1-й отборочный раунд                 | 1-й отборочный раунд                 | 1-й отборочный раунд                 | 1-й отборочный раунд                 |
| 1998  | 1-й отборочный раунд                 | 1-й отборочный раунд                 | 1-й отборочный раунд                 | 1-й отборочный раунд                 | 1-й отборочный раунд                 | 1-й отборочный раунд                 | 1-й отборочный раунд                 |
| 1999  | 1-й отборочный раунд                 | 1-й отборочный раунд                 | 1-й отборочный раунд                 | 1-й отборочный раунд                 | 1-й отборочный раунд                 | 1-й отборочный раунд                 | 1-й отборочный раунд                 |
| 2000  | Групповой раунд                      | 3                                    | 0                                    | 2                                    | 1                                    | 2                                    | 4                                    |
| 2001  | 1-й отборочный раунд                 | 1-й отборочный раунд                 | 1-й отборочный раунд                 | 1-й отборочный раунд                 | 1-й отборочный раунд                 | 1-й отборочный раунд                 | 1-й отборочный раунд                 |
| Total | 3/10                                 | 9                                    | 4                                    | 3                                    | 2                                    | 18                                   | 16                                   |

### Чемпионат Европы (до 19 лет)
Турнир был основан изначально для сборных до 18 лет, а с 2002 году был заменён на возрастную категорию до 19 лет.
| Год   | Результат              | И                      | В                      | Н                      | П                      | ГЗ                     | ГП                     |
| ----- | ---------------------- | ---------------------- | ---------------------- | ---------------------- | ---------------------- | ---------------------- | ---------------------- |
| 2002  | 1-й отборочный раунд   | 1-й отборочный раунд   | 1-й отборочный раунд   | 1-й отборочный раунд   | 1-й отборочный раунд   | 1-й отборочный раунд   | 1-й отборочный раунд   |
| 2003  | Элитный раунд          | Элитный раунд          | Элитный раунд          | Элитный раунд          | Элитный раунд          | Элитный раунд          | Элитный раунд          |
| 2004  | Элитный раунд          | Элитный раунд          | Элитный раунд          | Элитный раунд          | Элитный раунд          | Элитный раунд          | Элитный раунд          |
| 2005  | Элитный раунд          | Элитный раунд          | Элитный раунд          | Элитный раунд          | Элитный раунд          | Элитный раунд          | Элитный раунд          |
| 2006  | Элитный раунд          | Элитный раунд          | Элитный раунд          | Элитный раунд          | Элитный раунд          | Элитный раунд          | Элитный раунд          |
| 2007  | Групповой этап         | 3                      | 0                      | 1                      | 2                      | 4                      | 9                      |
| 2008  | Элитный раунд          | Элитный раунд          | Элитный раунд          | Элитный раунд          | Элитный раунд          | Элитный раунд          | Элитный раунд          |
| 2009  | Элитный раунд          | Элитный раунд          | Элитный раунд          | Элитный раунд          | Элитный раунд          | Элитный раунд          | Элитный раунд          |
| 2010  | Элитный раунд          | Элитный раунд          | Элитный раунд          | Элитный раунд          | Элитный раунд          | Элитный раунд          | Элитный раунд          |
| 2011  | Элитный раунд          | Элитный раунд          | Элитный раунд          | Элитный раунд          | Элитный раунд          | Элитный раунд          | Элитный раунд          |
| 2012  | Отборочный раунд       | Отборочный раунд       | Отборочный раунд       | Отборочный раунд       | Отборочный раунд       | Отборочный раунд       | Отборочный раунд       |
| 2013  | Элитный раунд          | Элитный раунд          | Элитный раунд          | Элитный раунд          | Элитный раунд          | Элитный раунд          | Элитный раунд          |
| 2014  | Элитный раунд          | Элитный раунд          | Элитный раунд          | Элитный раунд          | Элитный раунд          | Элитный раунд          | Элитный раунд          |
| 2015  | Финал                  | 5                      | 2                      | 1                      | 2                      | 9                      | 6                      |
| 2016  | Элитный раунд          | Элитный раунд          | Элитный раунд          | Элитный раунд          | Элитный раунд          | Элитный раунд          | Элитный раунд          |
| 2017  | Отборочный раунд       | Отборочный раунд       | Отборочный раунд       | Отборочный раунд       | Отборочный раунд       | Отборочный раунд       | Отборочный раунд       |
| 2018  | Отборочный раунд       | Отборочный раунд       | Отборочный раунд       | Отборочный раунд       | Отборочный раунд       | Отборочный раунд       | Отборочный раунд       |
| 2019  | Элитный раунд          | Элитный раунд          | Элитный раунд          | Элитный раунд          | Элитный раунд          | Элитный раунд          | Элитный раунд          |
| 2020  | турнир не состоялся    | турнир не состоялся    | турнир не состоялся    | турнир не состоялся    | турнир не состоялся    | турнир не состоялся    | турнир не состоялся    |
| 2021  | турнир не состоялся    | турнир не состоялся    | турнир не состоялся    | турнир не состоялся    | турнир не состоялся    | турнир не состоялся    | турнир не состоялся    |
| 2022  | дисквалификация        | дисквалификация        | дисквалификация        | дисквалификация        | дисквалификация        | дисквалификация        | дисквалификация        |
| 2023  | дисквалификация        | дисквалификация        | дисквалификация        | дисквалификация        | дисквалификация        | дисквалификация        | дисквалификация        |
| 2024  | дисквалификация        | дисквалификация        | дисквалификация        | дисквалификация        | дисквалификация        | дисквалификация        | дисквалификация        |
| 2025  | дисквалификация        | дисквалификация        | дисквалификация        | дисквалификация        | дисквалификация        | дисквалификация        | дисквалификация        |
| 2026  | дисквалификация        | дисквалификация        | дисквалификация        | дисквалификация        | дисквалификация        | дисквалификация        | дисквалификация        |
| 2027  | будет известно позднее | будет известно позднее | будет известно позднее | будет известно позднее | будет известно позднее | будет известно позднее | будет известно позднее |
| Итого | 2/24                   | 8                      | 2                      | 2                      | 4                      | 13                     | 15                     |

### Чемпионат мира (до 20 лет)
От УЕФА на молодёжном чемпионате мира (до 20 лет) по факту выступают юношеские сборные (до 19 лет), которые классифицируются на чемпионат мира по итогам прошлогоднего чемпионата Европы (то есть на ЧЕ игрокам не более 19 лет, а на ЧМ, который проходит для УЕФА уже в следующем году, эти же игроки уже находятся в возрастной категории до 20 лет).
| Год   | Раунд                | Позиция              | И                    | В                    | Н                    | П                    | ГЗ                   | ГП                   |
| ----- | -------------------- | -------------------- | -------------------- | -------------------- | -------------------- | -------------------- | -------------------- | -------------------- |
| 1993  | Четвертьфинал        | 6-я                  | 4                    | 2                    | 0                    | 2                    | 6                    | 7                    |
| 1995  | Четвертьфинал        | 7-я                  | 4                    | 1                    | 2                    | 1                    | 4                    | 5                    |
| 1997  | Не квалифицировалась | Не квалифицировалась | Не квалифицировалась | Не квалифицировалась | Не квалифицировалась | Не квалифицировалась | Не квалифицировалась | Не квалифицировалась |
| 1999  | Не квалифицировалась | Не квалифицировалась | Не квалифицировалась | Не квалифицировалась | Не квалифицировалась | Не квалифицировалась | Не квалифицировалась | Не квалифицировалась |
| 2001  | Не квалифицировалась | Не квалифицировалась | Не квалифицировалась | Не квалифицировалась | Не квалифицировалась | Не квалифицировалась | Не квалифицировалась | Не квалифицировалась |
| 2003  | Не квалифицировалась | Не квалифицировалась | Не квалифицировалась | Не квалифицировалась | Не квалифицировалась | Не квалифицировалась | Не квалифицировалась | Не квалифицировалась |
| 2005  | Не квалифицировалась | Не квалифицировалась | Не квалифицировалась | Не квалифицировалась | Не квалифицировалась | Не квалифицировалась | Не квалифицировалась | Не квалифицировалась |
| 2007  | Не квалифицировалась | Не квалифицировалась | Не квалифицировалась | Не квалифицировалась | Не квалифицировалась | Не квалифицировалась | Не квалифицировалась | Не квалифицировалась |
| 2009  | Не квалифицировалась | Не квалифицировалась | Не квалифицировалась | Не квалифицировалась | Не квалифицировалась | Не квалифицировалась | Не квалифицировалась | Не квалифицировалась |
| 2011  | Не квалифицировалась | Не квалифицировалась | Не квалифицировалась | Не квалифицировалась | Не квалифицировалась | Не квалифицировалась | Не квалифицировалась | Не квалифицировалась |
| 2013  | Не квалифицировалась | Не квалифицировалась | Не квалифицировалась | Не квалифицировалась | Не квалифицировалась | Не квалифицировалась | Не квалифицировалась | Не квалифицировалась |
| 2015  | Не квалифицировалась | Не квалифицировалась | Не квалифицировалась | Не квалифицировалась | Не квалифицировалась | Не квалифицировалась | Не квалифицировалась | Не квалифицировалась |
| 2017  | Не квалифицировалась | Не квалифицировалась | Не квалифицировалась | Не квалифицировалась | Не квалифицировалась | Не квалифицировалась | Не квалифицировалась | Не квалифицировалась |
| 2019  | Не квалифицировалась | Не квалифицировалась | Не квалифицировалась | Не квалифицировалась | Не квалифицировалась | Не квалифицировалась | Не квалифицировалась | Не квалифицировалась |
| 2021  | турнир не состоялся  | турнир не состоялся  | турнир не состоялся  | турнир не состоялся  | турнир не состоялся  | турнир не состоялся  | турнир не состоялся  | турнир не состоялся  |
| 2023  | дисквалификация      | дисквалификация      | дисквалификация      | дисквалификация      | дисквалификация      | дисквалификация      | дисквалификация      | дисквалификация      |
| 2025  | дисквалификация      | дисквалификация      | дисквалификация      | дисквалификация      | дисквалификация      | дисквалификация      | дисквалификация      | дисквалификация      |
| Итого | Четвертьфинал        | 2/21                 | 8                    | 3                    | 2                    | 3                    | 10                   | 12                   |

## Список тренеров
Список тренеров юношеских сборных России различных возрастов (по году рождения).
- 1973 — Александр Пискарёв (1992)
- 1974 — Виктор Папаев (1992, сб. СНГ, январь), Юрий Смирнов (июнь 1992—1993)
- 1975 — Александр Кузнецов (1992, сб. СНГ — 1994]
- 1976 — Александр Кузнецов (1992—1993), Геннадий Костылев (1994—1995)
- 1977 — Олег Юзвинский (1992), Александр Бибичев (1993—1995), Сергей Мосягин (1996)
- 1978 — Александр Пискарёв (1993—1996)
- 1979 — Юрий Смирнов (1993—1997)
- 1980 — Леонид Пахомов (1996—1997), Юрий Смирнов (1998)
- 1981 — Александр Кузнецов (1996—2000)
- 1982 — Александр Пискарёв (1997 — март 1998), Александр Гребнев (май 1998—2000)
- 1983 — Сергей Стукашов (1998—2001)
- 1984 — Юрий Смирнов (1999—2003)
- 1985 — Василий Абрамов (2000, январь), Анатолий Кузнецов (август 2000—2002), Равиль Сабитов (2003—2005)
- 1986 — Александр Гребнев (2001), Андрей Чернышов (2002), Юрий Смирнов (2003—2005)
- 1987 — Александр Гребнев (2002), Игорь Чугайнов (2003—2006)
- 1988 — Николай Смирнов (2003—2005), Равиль Сабитов (2006—2007)
- 1989 — Игорь Колыванов (2004—2008)
- 1990 — Андрей Талалаев (2005—2009)
- 1991 — Николай Савичев (2006—2010)
- 1992 — Юрий Смольянинов (2006—2010), Вячеслав Даев (2011)
- 1993 — Игорь Симутенков (2007—2009), Дмитрий Горин (2010), Дмитрий Аленичев (2010—2011)
- 1994 — Вадим Никонов (2009 — октябрь 2010), Владимир Щербак (декабрь 2010—2013)
- 1995 — Андрей Талалаев (2010), Михаил Соловьёв (2011—2012), Дмитрий Ульянов (2013—2014)
- 1996 — Дмитрий Хомуха (2010—2015)
- 1997 — Вячеслав Даев (2012), Сергей Кирьяков (2013—2016)
- 1998 — Сергей Кирьяков (2013, и. о.)[13], Дмитрий Хомуха (2013, и. о.),[14], Владимир Щербак (2013)[15] Михаил Галактионов (2014—2016)
- 1999 — Сергей Матвеев (2014 — сентябрь 2016), Мурад Мусаев (2016, с сентября), Михаил Галактионов (2017, по май), Александр Гришин (июнь 2017 — январь 2018)
- 2000 — Дмитрий Ульянов (2015 — май 2017), Андрей Гордеев (с июня 2017)
- 2001 — Андрей Митин (2016 — февраль 2017), Леонид Аблизин (апрель 2017 — январь 2018), Михаил Полишкис (февраль — март 2018, и. о.), Александр Кержаков (с 15 марта 2018)
- 2002 — Дмитрий Хомуха (с 2017)
- 2003 — Станислав Коротаев (с 2017)
- 2004 — Иван Шабаров (с 2019)
- 2005 — Владимир Волчек (с 2020)
- 2006 — Ролан Гусев (с 2020)